# Classe M1943
La Classe M1943 est la dernière classe de dragueurs de mines construite pour la Kriegsmarine à la fin de la Seconde Guerre mondiale.

## Contexte
Pour accélérer la construction les deux chantiers navals assemblaient les modules fabriquées dans différentes usines de plusieurs pays occupés par l'Allemagne.

La commande était de 160 navires, mais la construction des modules  a été commencée pour 49 unités (M601 à M633 et M801 à M816). Seulement 15 unités ont pu être lancées et 5 ont été complétées après la fin de la guerre (M610, M612, M806, M807, M808)

## Service
Mis en service de novembre 1944 à mars 1945, 3 ont été coulés et 12 ont été capturés.

## Après guerre
Après 1945 certains navires furent transférés à des marines alliées :
Italie (M801 et M803), États-Unis (M607, M608, M611), Union soviétique (M807, M808).
le M611 fut redonné à l'Allemagne de l'Ouest en 1956.

## Les unités
Les 20 navires ont été réalisés sur deux chantiers navals
- Neptun Werft à Rostock :

M601 à M612
- Schichau Werke à Königsberg :

M801 à M808